# Реджаизаде Махмуд Экрем
Реджаизаде Махмуд Экрем (тур. Recaizade Mahmud Ekrem; 1 марта 1847 г. Стамбул; † 31 января 1914 г. Стамбул) — турецкий писатель

 и литературный критик, автор прозаических и драматических произведений, а также стихотворений. Изучал современные ему тенденции развития европейской литературы. Один из наиболее известных турецких писателей и литературоведов конца XIX столетия. Представитель таких течений в турецкой литературе, как романтизм и реализм.

## Жизнь и творчество
Родился в семье чиновника, служившего при османской академии наук. Сам Махмуд уже в возрасте 15 лет занимает должность при министерстве иностранных дел в Стамбуле. Позднее работал и в других государственных учреждениях Османской империи. Будучи педагогом, самолично разрабатывал программы обучения в области литературы и литературоведения, послужившие основой для преподавания этих предметов в последующие времена. Его теоретические выкладки в области литературы, были объединены с таких работах, как «Ta’lim-i edebiyat» (Преподавание литературы) и «Taqdir-i elhan» (Назначение мелодий). Первое из этих сочинений, составленное из его лекций, является также и первым научным исследованием в области турецкой поэтики. Как преподаватель пользовался огромной популярностью у учащейся молодёжи и оказал значительное влияние на развитие турецкой литературы. Получил прозвище «'Üstad» — мастер, учитель.
Как и большинство известных турецких литераторов того времени, Реджаизаде был одним из приближённых к султанскому двору. Здесь он знакомится и заводит тесную дружбу со многими талантливыми современниками — такими, как Намык Кемаль. Был близок к движению младотурок: перенял издание после Ибрахима Шинаси и Намыка Кемаля газеты «Tasvir-i Efkar» (Отражатель идей), печатный орган этого политического направления, соединив таким образом свои занятия литературой с политикой. Позднее основывает журнал «Servet-i Fünûn» (Богатства наук), для работы в редакции которого приглашает молодых и прогрессивных литераторов. Придавал огромное значение качеству печатного слова, в связи с чем отстранил от руководства журналом собственного сына. Известный поэт Тевфик Фикрет, оказывавший длительное время особое влияние на становление современной турецкой литературы, был одним из учеников Махмуда Экрема в гимназии Гапатасарая.

## Сочинения

### Сборники поэзии
- Nağme-i Seher (1871)
- Yadigâr-ı Șebâb (1873)
- Zemzeme (3 издания, 1883—1885)
- Tefekkür (1888)
- Pejmürde (1893)
- Nijad Ekrem (2 издания 1900—1910)
- Nefrin (1914)

### Романы
- Araba Sevdası (1896)

### Повести
- Saime (1888)
- Muhsin Bey (1890)
- Șemsa (1895)

### Драматические произведения
- Afife Anjelik (1870)
- Atala (1873)
- Vuslat (1874)
- Çok Bilen Çok Yanılır (1916)

### Другая проза
- Talim-i Edebiyat (1872)
- Takdir-i Elhan (1886)
- Kudemaden Birkaç Șair (1888)
- Takrizat (1896)